# Hollywood Rose
Hollywood Rose är en amerikansk före detta musikgrupp. Gruppen bestod av Izzy Stradlin (gitarr), Axl Rose (sång), Chris Weber (gitarr & bas) samt Johnny Kreis (trummor). 
Några välkända låtar av Hollywood Rose är "Hollywood Girls", "Back Off Bitch", "International", "That Something", "Cold Hard Cash" och "Rock 'N Rose".

## Medlemmar
- Axl Rose – sång (1983–1984, 1985)
- Izzy Stradlin – rytmgitarr (1983–1984, 1985)
- Chris Weber – sologitarr (1983–1984, 1985, 1989–1990)
- Johnny Kreis – trummor (1983–1984)
- Rick Mars – basgitarr (1983)
- Andre Troxx – basgitarr (1983)
- Steve Darrow – basgitarr (1983–1984, 1985)
- Slash – sologitarr (1984)
- Steven Adler – trummor (1984)
- Rob Gardner – trummor (1985)
- Tracii Guns – sologitarr (1985)
- Jimmy Swan – sång (1989–1990)

## Diskografi
Musikalbumet The Roots of Guns N' Roses består av fem låtar i tre olika versioner vardera. En är remixad av Fred Coury (trummis i Cinderella), en av Tracii Guns (gitarrist i L.A Guns) och en är originaldemon. Albumet gavs ut år 2004.
1. "Killing Time"
2. "Anything Goes"
3. "Rocker"
4. "Shadow of Your Love"
5. "Reckless Life"
6. "Killing Time" (Gilby Clarke remix)
7. "Anything Goes" (Gilby Clarke remix)
8. "Rocker" (Gilby Clarke remix)
9. "Shadow of Your Love" (Gilby Clarke remix)
10. "Reckless Life" (Gilby Clarke remix)
11. "Killing Time" (Fred Coury remix)
12. "Anything Goes" (Fred Coury remix)
13. "Rocker" (Fred Coury remix)
14. "Shadow of Your Love" (Fred Coury remix)
15. "Reckless Life" (Fred Coury remix)